# Franz Meyer (Unternehmer)
Robert Franz Meyer, auch Franz Meyer-Stünzi und Franz Meyer-Mahler, (geboren 2. Juli 1889 in Zürich; gestorben am 19. März 1962 ebenda) war ein Schweizer Jurist, Unternehmer und Kunstsammler.

## Leben
Franz Meyer kam 1889 als Sohn des Unternehmers Fritz Meyer-Fierz und dessen Frau Nina, geborene Fierz, in Zürich zur Welt. Sein Vater war durch den Tabakhandel zu erheblichen Vermögen gekommen und gehörte zu den frühesten Sammlern moderner Malerei in der Schweiz. Der Sohn konnte daher bereits in seinem Elternhaus Werke berühmter Künstler wie Vincent van Gogh, Paul Gauguin, Piet Mondrian und Ferdinand Hodler sehen.
Nach der schulischen Ausbildung studierte Franz Meyer Rechtswissenschaft an den Universitäten Genf, Zürich und München. Er promovierte 1913 an der Universität Leipzig zum Thema Zur Revision der Bestimmungen über die qualifizierte Gründung der Aktiengesellschaft in der Schweiz unter Vergleichung der diesbezüglichen Bestimmungen in der deutschen, französischen und englischen Gesetzgebung. Danach arbeitete er für verschiedene Unternehmen und bekleidete wiederholt führende Funktionen. So war er Präsident des Verwaltungsrates der Schweizerischen Gesellschaft für Kapitalanlagen AG, Vizepräsident des Verwaltungsrates der Aktiengesellschaft für Seidenindustrie, Vizepräsident des Verwaltungsrates der Bank für Anlagewerte, Mitglied und zeitweise Präsident des Aufsichtsrates der Schweizerischen Lebensversicherungs- und Rentenanstalt und Vizepräsident des Verwaltungsrats der Bank Leu & Co. AG.

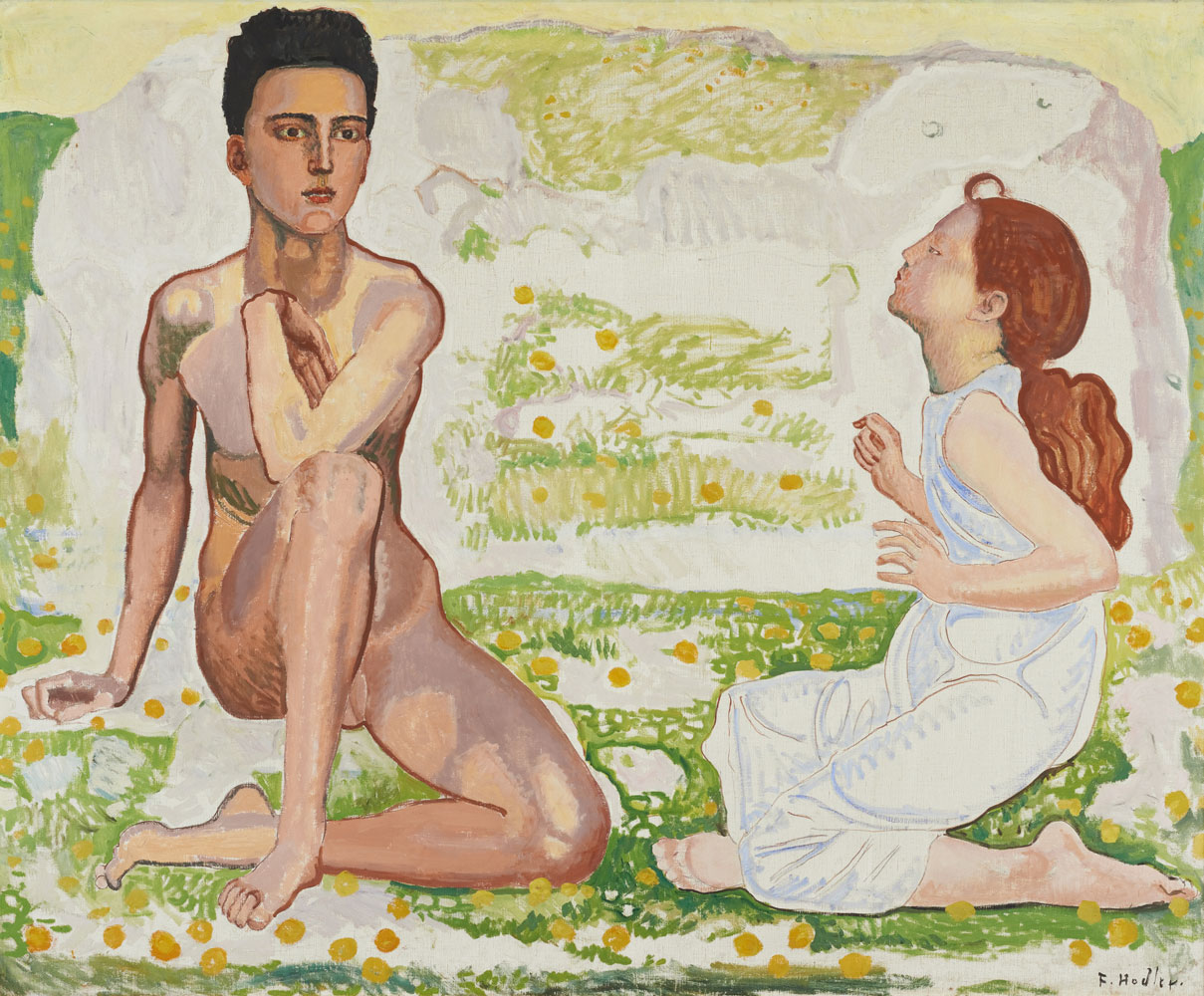
Ferdinand Hodler: Der Frühling (Fassung IV) Privatsammlung
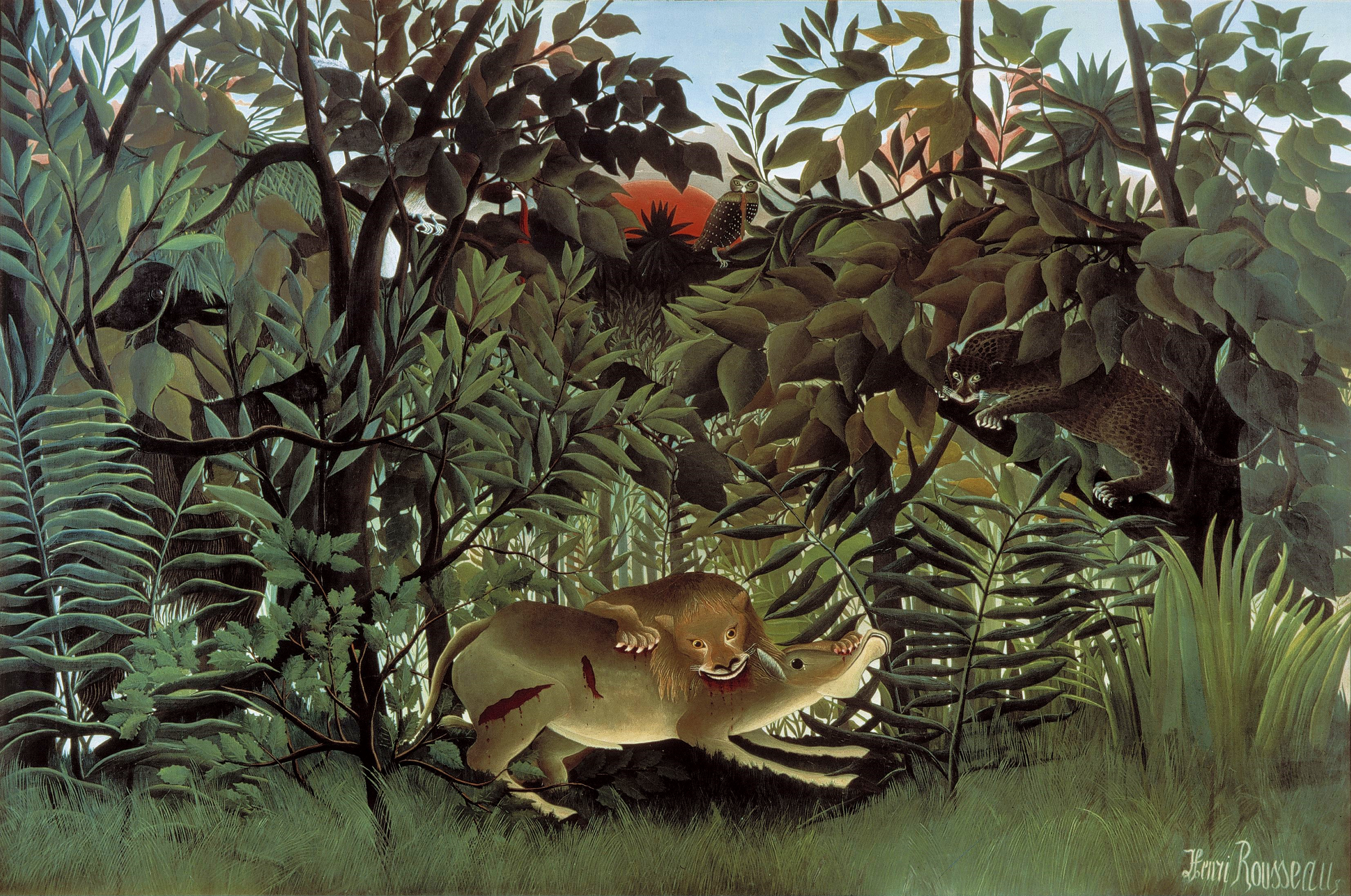
Henri Rousseau: Der hungrige Löwe wirft sich auf die Antilope Fondation Beyeler, Riehen
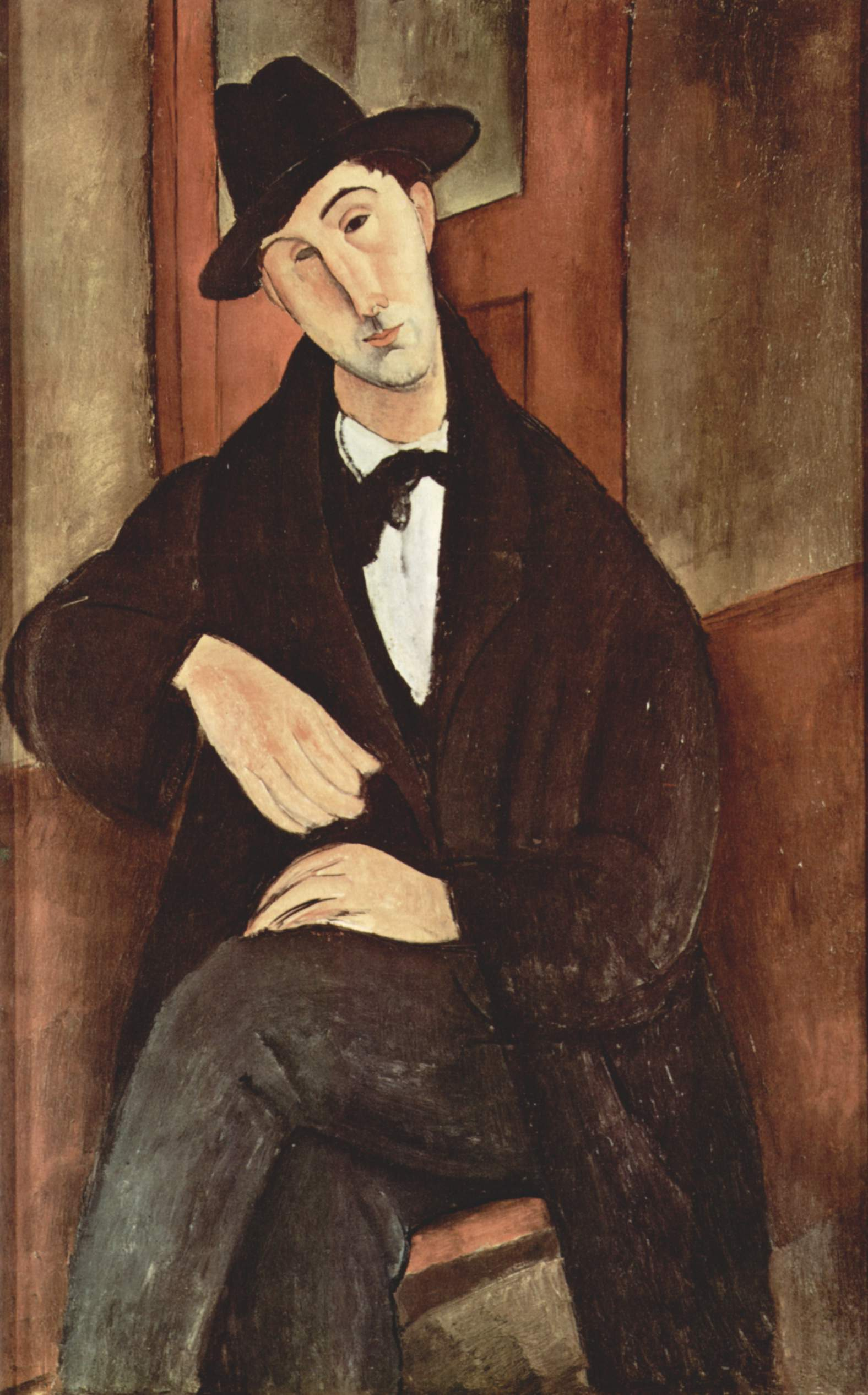
Amedeo Modigliani: Porträt Mario Varfogli Privatsammlung
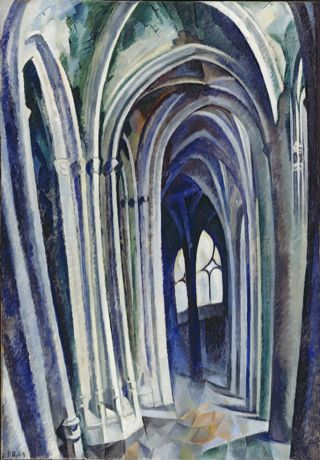
Robert Delaunay: Saint-Séverin No. 1 Privatsammlung

Wie sein Vater interessierte sich Franz Meyer für Kunst. Aus der väterliche Sammlung übernahm er einzelne Stücke wie Der Frühling (Fassung IV) von Ferdinand Hodler, begann aber auch nach eigenen Interessen zu sammeln. So erwarb er Bilder der Schweizer Maler Adolf Dietrich, Carl Montag, Walter Linsenmaier, Wilfrid Moser und Franz Fedier. Hinzu kamen Werke der naiven Maler Henri Rousseau, André Bauchant, Louis Vivin, Séraphine Louis, Dominique Peyronnet, Camille Bombois und Morris Hirshfield. Weiterhin sammelte er Bilder von zeitgenössischen Künstlern wie Amedeo Modigliani, Robert Delaunay, Fernand Léger, Marc Chagall, Bram van Velde, Thanos Tsingos, Sam Francis, Clyfford Still, Pierre Tal-Coat, Jean Messagier, Mark Rothko, Serge Poliakoff und Antoni Tàpies. Darüber hinaus erwarb er Skulpturen von Henri Laurens, Alberto Giacometti und Eduardo Chillida. Verschiedene Kunstwerke seiner Sammlung kamen als Stiftung ins Kunsthaus Zürich. Zudem engagierte sich Franz Meyer über mehrere Jahrzehnte in der Zürcher Kunstgesellschaft, dem Trägerverein des Kunsthauses Zürich. Von 1920 bis 1940 war er Präsident der Sammlungskommission, von 1928 bis 1940 Vizepräsident des Vorstandes und von 1940 bis 1960 Präsident des Vorstandes. Zudem unterstützte er das Kunsthaus durch verschiedene Schenkungen.

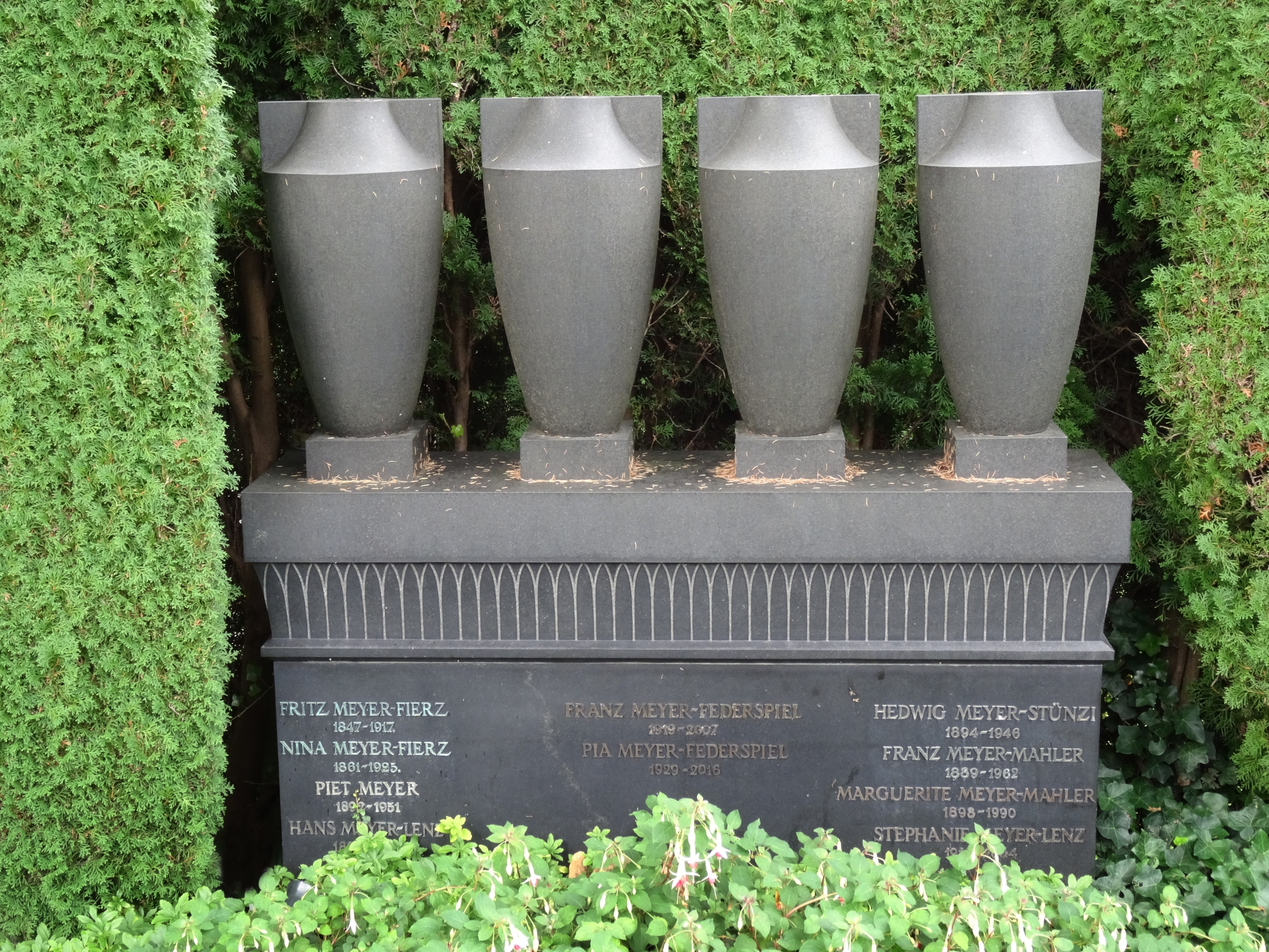
Grab, Friedhof Enzenbühl, Zürich

Franz Meyer war in erster Ehe mit Hedwig Stünzi verheiratet. Aus dieser Ehe stammen eine Tochter, Marian von Castelberg-Meyer, die Gründerin der Friedrich Weinreb Stiftung, und der Kunsthistoriker Franz Meyer (Junior). Dieser leitete nacheinander als Direktor die Kunsthalle Bern und das Kunstmuseum Basel und war in erster Ehe mit Ida Chagall, Tochter des Malers Marc Chagall, verheiratet. Nach dem Tod von Hedwig Stünzi 1946 heiratete Franz Meyer Senior in zweiter Ehe Marguerite Mahler (1898–1990). Die Nachnamen Meyer-Stünzi beziehungsweise Meyer-Mahler führte er jeweils nach seiner Heirat als Allianzname.
Seine letzte Ruhestätte fand er auf dem Friedhof Enzenbühl in Zürich.